# Dhrtarastra

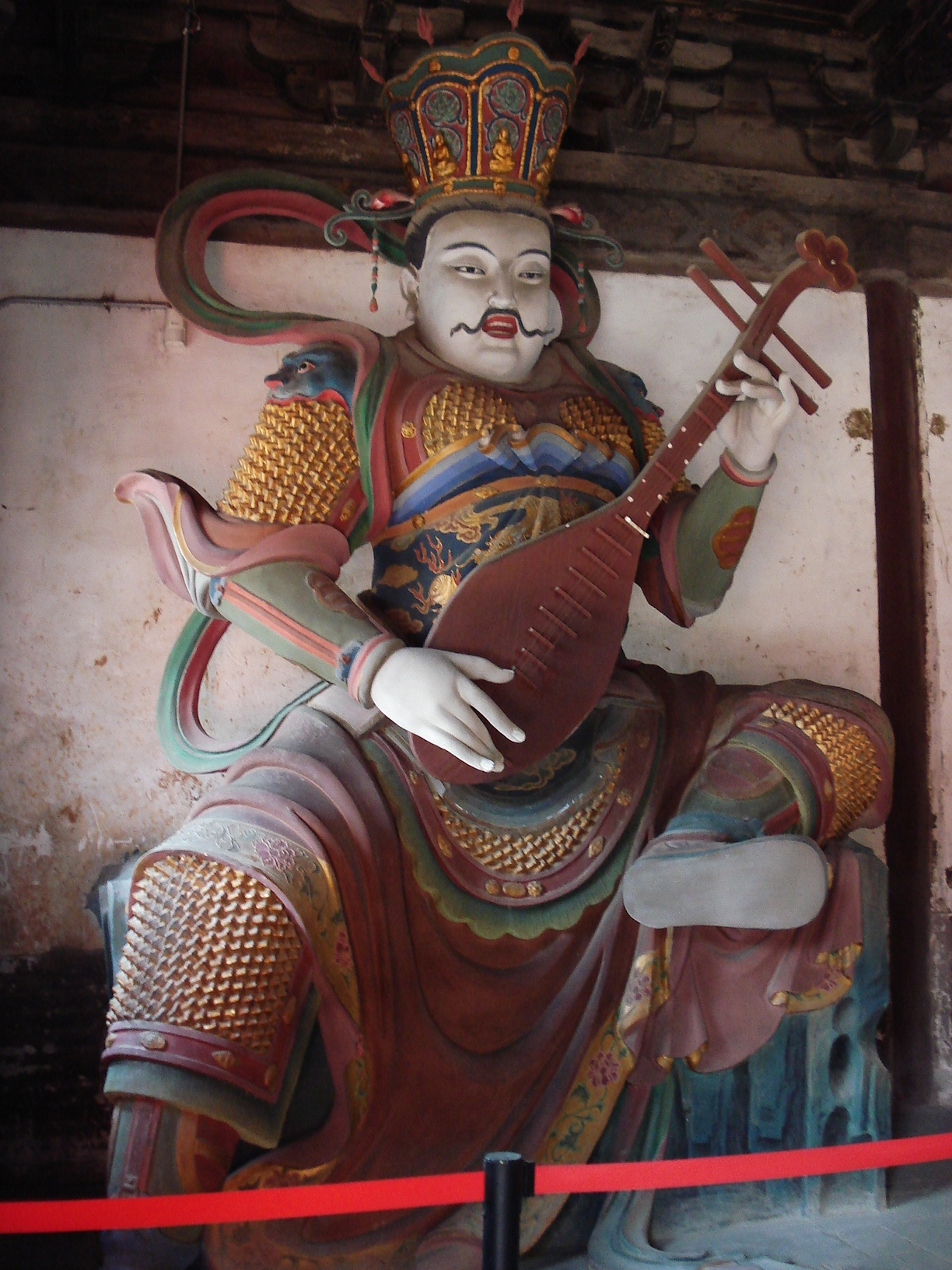
Statuia lui Dhrtarastra.

Dhrtarastra este o zeitate budistă ce face parte din grupul Celor patru regi celești . El este regele paznic al estului și reprezintă anotimpul primăvara . De asemenea Dhrtarastra ese o figură importantă mai ales în budismul chinez .
El apare în iconografie ca un războinic cu pielea de culoare albă și cântând la o lăută chinezească cu care liniștește sufletele credincioșilor și alungă spiritele rele.